# 各年のベネズエラの一覧

ベネズエラの国旗

各年のベネズエラの一覧（かくねんのベネズエラのいちらん）は、ベネズエラの各年ごとの記事の一覧。この一覧ではベネズエラの各年ごとの記事の他、各世紀と各年代、ベネズエラの各分野における各年ごとの記事についても取り扱う。

## 一覧

### 18世紀
- 1770年代
  - 1777年のベネズエラ（スペイン語版） 1778年のベネズエラ（スペイン語版）

### 19世紀
- 1830年代
  - 1830年のベネズエラ（スペイン語版） 1831年のベネズエラ（スペイン語版） 1832年のベネズエラ（スペイン語版） 1833年のベネズエラ（スペイン語版） 1834年のベネズエラ（スペイン語版）
  - 1835年のベネズエラ（スペイン語版） 1836年のベネズエラ（スペイン語版） 1837年のベネズエラ（スペイン語版） 1838年のベネズエラ（スペイン語版） 1839年のベネズエラ（スペイン語版）
- 1840年代
  - 1840年のベネズエラ（スペイン語版） 1841年のベネズエラ（スペイン語版） 1842年のベネズエラ（スペイン語版） 1843年のベネズエラ（スペイン語版） 1844年のベネズエラ（スペイン語版）
  - 1845年のベネズエラ（スペイン語版） 1846年のベネズエラ（スペイン語版） 1847年のベネズエラ（スペイン語版） 1848年のベネズエラ（スペイン語版） 1849年のベネズエラ（スペイン語版）
- 1850年代
  - 1850年のベネズエラ（スペイン語版） 1851年のベネズエラ（スペイン語版） 1852年のベネズエラ（スペイン語版） 1853年のベネズエラ（スペイン語版） 1854年のベネズエラ（スペイン語版）
  - 1855年のベネズエラ（スペイン語版） 1856年のベネズエラ（スペイン語版） 1857年のベネズエラ（スペイン語版） 1858年のベネズエラ（スペイン語版） 1859年のベネズエラ（スペイン語版）
- 1860年代
  - 1860年のベネズエラ（スペイン語版） 1861年のベネズエラ（スペイン語版） 1862年のベネズエラ（スペイン語版） 1863年のベネズエラ（スペイン語版） 1864年のベネズエラ（スペイン語版）
  - 1865年のベネズエラ（スペイン語版） 1866年のベネズエラ（スペイン語版） 1867年のベネズエラ（スペイン語版） 1868年のベネズエラ（スペイン語版） 1869年のベネズエラ（スペイン語版）
- 1870年代
  - 1870年のベネズエラ（スペイン語版） 1871年のベネズエラ（スペイン語版） 1872年のベネズエラ（スペイン語版） 1873年のベネズエラ（スペイン語版） 1874年のベネズエラ（スペイン語版）
  - 1875年のベネズエラ（スペイン語版） 1876年のベネズエラ（スペイン語版） 1877年のベネズエラ（スペイン語版） 1878年のベネズエラ（スペイン語版） 1879年のベネズエラ（スペイン語版）
- 1880年代
  - 1880年のベネズエラ（スペイン語版） 1881年のベネズエラ（スペイン語版） 1882年のベネズエラ（スペイン語版） 1883年のベネズエラ（スペイン語版） 1884年のベネズエラ（スペイン語版）
  - 1885年のベネズエラ（スペイン語版） 1886年のベネズエラ（スペイン語版） 1887年のベネズエラ（スペイン語版） 1888年のベネズエラ（スペイン語版） 1889年のベネズエラ（スペイン語版）
- 1890年代
  - 1890年のベネズエラ（スペイン語版） 1891年のベネズエラ（スペイン語版） 1892年のベネズエラ（スペイン語版） 1893年のベネズエラ（スペイン語版） 1894年のベネズエラ（スペイン語版）
  - 1895年のベネズエラ（英語版） 1896年のベネズエラ（スペイン語版） 1897年のベネズエラ（スペイン語版） 1898年のベネズエラ（スペイン語版） 1899年のベネズエラ（スペイン語版）
- 1900年代
  - 1900年のベネズエラ（スペイン語版）

### 20世紀
- 1900年代
  - 1901年のベネズエラ（スペイン語版） 1902年のベネズエラ（英語版） 1903年のベネズエラ（英語版） 1904年のベネズエラ（スペイン語版）
  - 1905年のベネズエラ（スペイン語版） 1906年のベネズエラ（スペイン語版） 1907年のベネズエラ（スペイン語版） 1908年のベネズエラ（英語版） 1909年のベネズエラ（スペイン語版）
- 1910年代
  - 1910年のベネズエラ（スペイン語版） 1911年のベネズエラ（スペイン語版） 1912年のベネズエラ（スペイン語版） 1913年のベネズエラ（スペイン語版） 1914年のベネズエラ（スペイン語版）
  - 1915年のベネズエラ（スペイン語版） 1916年のベネズエラ（スペイン語版） 1917年のベネズエラ（スペイン語版） 1918年のベネズエラ（スペイン語版） 1919年のベネズエラ（スペイン語版）
- 1920年代
  - 1920年のベネズエラ（スペイン語版） 1921年のベネズエラ（スペイン語版） 1922年のベネズエラ（スペイン語版） 1923年のベネズエラ（スペイン語版） 1924年のベネズエラ（スペイン語版）
  - 1925年のベネズエラ（スペイン語版） 1926年のベネズエラ（スペイン語版） 1927年のベネズエラ（スペイン語版） 1928年のベネズエラ（スペイン語版） 1929年のベネズエラ（スペイン語版）
- 1930年代
  - 1930年のベネズエラ（スペイン語版） 1931年のベネズエラ（スペイン語版） 1932年のベネズエラ（スペイン語版） 1933年のベネズエラ（スペイン語版） 1934年のベネズエラ（スペイン語版）
  - 1935年のベネズエラ（スペイン語版） 1936年のベネズエラ（スペイン語版） 1937年のベネズエラ（スペイン語版） 1938年のベネズエラ（スペイン語版） 1939年のベネズエラ（スペイン語版）
- 1940年代
  - 1940年のベネズエラ（スペイン語版） 1941年のベネズエラ（スペイン語版） 1942年のベネズエラ（スペイン語版） 1943年のベネズエラ（スペイン語版） 1944年のベネズエラ（スペイン語版）
  - 1945年のベネズエラ（スペイン語版） 1946年のベネズエラ（スペイン語版） 1947年のベネズエラ（スペイン語版） 1948年のベネズエラ（スペイン語版） 1949年のベネズエラ（スペイン語版）
- 1950年代
  - 1950年のベネズエラ（スペイン語版） 1951年のベネズエラ（スペイン語版） 1952年のベネズエラ（スペイン語版） 1953年のベネズエラ（スペイン語版） 1954年のベネズエラ（スペイン語版）
  - 1955年のベネズエラ（スペイン語版） 1956年のベネズエラ（スペイン語版） 1957年のベネズエラ（スペイン語版） 1958年のベネズエラ（スペイン語版） 1959年のベネズエラ（スペイン語版）
- 1960年代
  - 1960年のベネズエラ（スペイン語版） 1961年のベネズエラ（スペイン語版） 1962年のベネズエラ（スペイン語版） 1963年のベネズエラ（スペイン語版） 1964年のベネズエラ（スペイン語版）
  - 1965年のベネズエラ（スペイン語版） 1966年のベネズエラ（スペイン語版） 1967年のベネズエラ（スペイン語版） 1968年のベネズエラ（スペイン語版） 1969年のベネズエラ（スペイン語版）
- 1970年代
  - 1970年のベネズエラ（スペイン語版） 1971年のベネズエラ（スペイン語版） 1972年のベネズエラ（スペイン語版） 1973年のベネズエラ（スペイン語版） 1974年のベネズエラ（スペイン語版）
  - 1975年のベネズエラ（スペイン語版） 1976年のベネズエラ（スペイン語版） 1977年のベネズエラ（スペイン語版） 1978年のベネズエラ（スペイン語版） 1979年のベネズエラ（スペイン語版）
- 1980年代
  - 1980年のベネズエラ（スペイン語版） 1981年のベネズエラ（スペイン語版） 1982年のベネズエラ（スペイン語版） 1983年のベネズエラ（スペイン語版） 1984年のベネズエラ（スペイン語版）
  - 1985年のベネズエラ（スペイン語版） 1986年のベネズエラ（スペイン語版） 1987年のベネズエラ（スペイン語版） 1988年のベネズエラ（スペイン語版） 1989年のベネズエラ（スペイン語版）
- 1990年代
  - 1990年のベネズエラ（スペイン語版） 1991年のベネズエラ（スペイン語版） 1992年のベネズエラ（スペイン語版） 1993年のベネズエラ（スペイン語版） 1994年のベネズエラ（スペイン語版）
  - 1995年のベネズエラ（スペイン語版） 1996年のベネズエラ（スペイン語版） 1997年のベネズエラ（スペイン語版） 1998年のベネズエラ（スペイン語版） 1999年のベネズエラ（スペイン語版）
- 2000年代
  - 2000年のベネズエラ（スペイン語版）

### 21世紀
- 2000年代
  - 2001年のベネズエラ（スペイン語版） 2002年のベネズエラ（スペイン語版） 2003年のベネズエラ（スペイン語版） 2004年のベネズエラ（スペイン語版）
  - 2005年のベネズエラ（スペイン語版） 2006年のベネズエラ（スペイン語版） 2007年のベネズエラ（スペイン語版） 2008年のベネズエラ（スペイン語版） 2009年のベネズエラ（スペイン語版）
- 2010年代
  - 2010年のベネズエラ（スペイン語版） 2011年のベネズエラ（スペイン語版） 2012年のベネズエラ（スペイン語版） 2013年のベネズエラ（英語版） 2014年のベネズエラ（英語版）
  - 2015年のベネズエラ（英語版） 2016年のベネズエラ（スペイン語版） 2017年のベネズエラ（スペイン語版） 2018年のベネズエラ（スペイン語版） 2019年のベネズエラ（スペイン語版）
- 2020年代
  - 2020年のベネズエラ（スペイン語版）